# Johannes Andreæ Ausenius
Johannes Andreæ Ausenius, född 1669, död 26 december 1734 i Trehörna socken, Östergötlands län, var en svensk präst i Trehörna församling.

## Biografi
Johannes Andreæ Ausenius föddes 1669. Han var son till kyrkoherden Andreas Ausenius och Brita Collin i Varvs socken. Ausenius blev 1692 student vid Uppsala universitet, Uppsala och prästvigdes 1699. Han blev 1700 komminister i Sjögestads församling, Rappestads pastorat. Ausenius slutades tjänsten emot Linköpings domkapitels vilja och blev vikarie i Västerlösa församling, Västerlösa pastorat 1711. Han tog tjänstledigt 1712. Ausenius blev 1713 kyrkoherde i Trehörna församling, Trehörna pastorat. Han avled 26 december 1734 i Trehörna socken.

### Familj
Ausenius var gift och fick barnen Anders Ausén, Sven Ausén och Carl Magnus Ausén.